# Udo Böckmann
Udo Böckmann (* 15. Juli 1952) ist ein ehemaliger deutscher Fußballspieler.

## Karriere
In seiner Jugend wurde Böckmann Deutscher A-Jugendmeister mit dem VfL Bochum.
Böckmann bestritt in seiner Karriere ein Spiel in der Bundesliga für den VfL Bochum. Ab 1978 spielte er für den Bonner SC.